# Adriano Frassinelli
Adriano Frassinelli (Pieve di Cadore, 11 aprile 1943) è un ex bobbista italiano.

## Biografia
Adriano Frassinelli è nato a Pieve di Cadore l'11 aprile 1943, ed i suoi primi cimenti agonistici li compí come paracadutista. Dopo essere stato commesso di macelleria a Jesolo, Legnano, in Germania e ad Auronzo, sì trasferì infine a Laggio di Cadore, dove lavorava nella macelleria di Ignazio Pedevilla. Ha cominciato a gareggiare come "brek" nel Bob Club Valle, poi è passato al Bob Club Pieve nell'equipaggio di Elìa Da Rin Pagnetto e Beppino Da Rin Fioretto. Per le sue eccezionali doti nella spinta si metteva presto in luce e ben presto veniva inviato dal sodalizio agli allenamenti a Chiavari. Fu inserito come frenatore accanto a De Zordo solo all'ultimo momento, a seguito di un banale incidente (caduta dalle scale) del titolare De Martin Pinter. 
Il 16 febbraio 1969, nelle due ultime discese sulla veloce pista di Lake Placid, lunga 1500 metri, alle falde del monte Van Hoevenberg, il bob Italia-2 di Nevio De Zordo e Adriano Frassinelli risaliva lo svantaggio accumulato nella prima giornata, passando decisamente in testa con il tempo complessivo di 3'24"28 centesimi. La medaglia d'argento andava alla squadra romena di Panturo, quella di bronzo all'equipaggio Italia-1 di Gaspari e Armano e la medaglia d'oro all'equipaggio Italia-2. De Zordo, che allora aveva 25 anni, ed il suo frenatore Frassinelli avevano stabilito anche il nuovo record della pista. Ci furono scene di entusiasmo in tutto il Cadore per quell'alloro mondiale che veniva a premiare anni di sacrifici e di lavoro dei dirigenti del Bob Club Pieve. I due protagonisti di questa eccezionale impresa, che alla vigilia sembrava impossibile, erano due giovani cadorini cresciuti e formatisi nella scuola bobbistica di Pieve di Cadore.

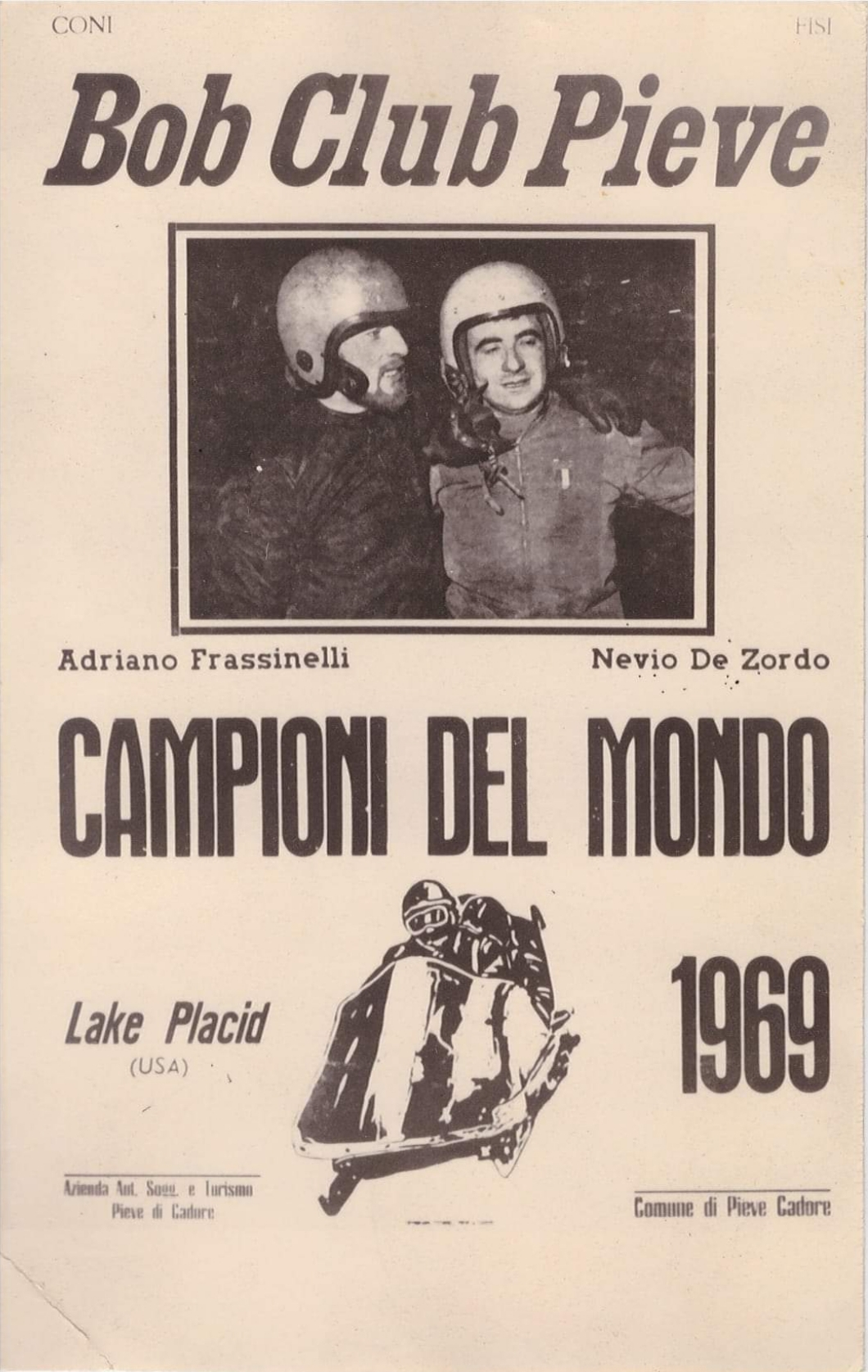
Locandina dell'epoca.

Dopo l'oro mondiale il Presidente della Repubblica Saragat inviò a Nevio De Zordo e Adriano Frassinelli il seguente telegramma: "La brillante affermazione da voi ottenuta gareggiando contro valorosi avversari del bob a due che vi ha qualificati campioni del mondo è motivo di grande soddisfazione per gli italiani. A nome loro e mio personale desidero farvi giungere le più vive felicitazioni ed i migliori auguri". 
Agli XI Giochi olimpici invernali (edizione disputatasi nel 1972 a Sapporo, Giappone) vinse la medaglia d'argento nel Bob a quattro con i connazionali Nevio De Zordo, Gianni Bonichon e Corrado Dal Fabbro, partecipando per la nazionale italiana, dietro quella svizzera superando quella tedesca. Il tempo totalizzato fu di 4:43,83 con un distacco minimo rispetto alle altre classificate: 4:43,07 e 4:43,92 i loro tempi.